# 无叶兰
无叶兰（学名：Aphyllorchis montana）为兰科无叶兰属下的一个种。